# Henrique Rodolpho Baptista
Henrique Rodolpho Baptista ( – ) foi um médico brasileiro.
Doutorado em medicina pela Faculdade de Medicina do Rio de Janeiro em 1880, defendendo a tese “Pericardite”. Foi eleito membro da Academia Nacional de Medicina em 1893, com o número acadêmico 164, ocupando a Cadeira 66, que tem José Cardoso de Moura Brasil como patrono. Em 1912 renunciou ao título de membro da Academia e para sua poltrona foi eleito o acadêmico Silvio Mário de Sá Freire. Com a passagem deste acadêmico para a classe dos membros eméritos foi eleito em 1938 o acadêmico Nelson Moura Brasil do Amaral, com posse em 1939.